# Кованько, Семён Николаевич
 Семён Никола́евич Кова́нько  (14 июля 1830 — 1872 или 1873) — полтавский губернский предводитель дворянства в 1859—1865 гг.

## Биография
Родился в приходе села Надеждовки, Полтавского уезда. Сын управителя Екатеринбургского медноплавильного и железоделательного завода, бывшего полтавским уездным комиссаром.
Окончил Харьковский университет. Был почетным смотрителем Кременчугского уездного училища (1854). Одно трёхлетие состоял Полтавским уездным предводителем дворянства (1856—1859) и два трёхлетия — губернским предводителем дворянства (1859—1865). В 1861 году был пожалован в камер-юнкеры.
Скончался в Полтаве в 1872 или 1873 году.